# Keith Wickham
Keith Wickham é um dublador, comediante e roteirista britânico. Ele é conhecido por dar voz a vários personagens na série de televisão infantil 64 Zoo Lane e na série infantil britânica Thomas and Friends da Mattel (anteriormente HIT Entertainment)

## Carreira
Wickham dublou alguns personagens, incluindo os Changed Daily em The Secret Show, as criaturas dos Mrs., Mr. Small e Mr. Tall em The Mr. Men Show (versão do Reino Unido), Corneil em Watch My Chops, Mr. Mouseling e a maioria dos personagens masculinos na série infantil Angelina Ballerina, os animais Nelson, o Elefante, Reginald, o Leão, Victor, o Crocodilo e os outros na série 64 Zoo Lane, os amigos ficcionais Frank, o Coala, Archie, o Crocodilo e Sammy, o Lojista na série de TV The Koala Brothers e Ol' Graham, o Galeão, HP, o Lancha, Ken Toyn, o Carpinteiro Naval e Bryan, a Balsa em Toot, o Pequeno Rebocador.
Ele dublou o personagem ficcional Polluto em Tommy Zoom, a primeira série e produção animação interna da BBC, os personagens The Professor, Pipsquawk, Trevor e Mr. Crumble na série Frankenstein's Cat e, em 2009, participou da dublagem em Jungle Junction, do Disney Channel, para a então Playhouse Disney e Spider Eye Productions.
Outras séries de animação incluem: Vampiros, Piratas e Alienígenas, Tails and The Thousand Tasks, The Way Things Work e The Octonauts, no qual ele interpreta e dubla o oceanógrafo polvo Professor Sabedor e o biólogo Doutor Shellington. Wickham apareceu em cerca de 20 jogos em CD-ROM, incluindo o videogame Fable e Fable II, e dublou comerciais de TV. Ele apareceu no palco como o ator Kenneth Williams em Round the Horne Revisited . 
Ele também é reconhecido por dublar os Steff e Sariac de Pitt e Kantrop.

### Outros trabalhos
Wickham trabalhou ao mesmo tempo como ator e roteirista na série de rádio britânica Bits from Last Week's Radio, gravada pela Ear Drum Productions para a BBC Radio 1, além de dublar o Jack of Blades no videogame Fable de 2004.
O ator também pode ser ouvido no podcast em inglês britânico, chamado The Offcuts Drawer como parte do elenco principal do podcast.
Além disso, ele fez trabalhos de atuação para a empresa iHASCO,   e demonstra seu interesse por meio de alguns de seus treinamentos interativos, sobre questões sociais, rotineiras e pessoais como conscientização sobre amianto  treinamento sobre bullying e assédio,  igualdade e diversidade,  saúde e segurança no local de trabalho,  conscientização sobre alergia alimentar  entre outros temas dos treinos interativos.

#### Thomas & Friends– versão CGI
Entre 2009 e 2021, Wickham forneceu as vozes de vários personagens, no entanto, sendo a maioria deles, trens antropomórficos da série animada em CGI: Edward, Henry, Gordon, James, Percy, Whiff, Dash e Harold no Reino Unido, e Harvey, Glynn, Skarloey, Sir Handel, Bert, Stafford, Salty, Den, Norman, Bertie, Captain, Sir Topham Hatt, Dowager Hatt nas versões do Reino Unido e dos Estados Unidos, entre outros.
No ano de 2020, Wickham reprisou seus papéis como o trem ficcional Gordon e o maquinista Sir Topham Hatt na leitura comemorativa do 20º aniversário da produtora de animações Rainbow Sun Productions do filme animado britânico Thomas and the Magic Railroad, da série animada principal Thomas & Friends.

## Restauração de rádio
Wickham esteve envolvido na restauração de programas de comédia de arquivo da BBC Radio. Ele rastreou episódios perdidos da série I'm Sorry, I'll Read That Again, que foram repetidos (e quase removidos dos arquivos) na BBC Radio 7, e restaurou episódios para transmissão no mesmo canal. 

## Links externos
- Site oficial
- Keith Wickham. no IMDb.
- http://www.cbeebies.com